# Marc Augé
Marc Augé   (Poitiers, 2 de setembre de 1935 - 14è districte de París, 24 de juliol de 2023) fou un antropòleg francès, especialitzat en la disciplina de l'etnologia.
Com a docent, va impartir classes d'antropologia i etnologia a l'École des hautes études en sciences sociales de París, on hi va ocupar el càrrec de director entre els anys 1985 i 1995. També fou responsable i director de diferents investigacions en el Centre Nacional de la Recerca Científica. En la seva obra, hi destaca una valenta aproximació al concepte de la «sobremodernitat» construït a partir d'una reflexió sobre la identitat de l'individu en funció de la seva relació amb els llocs quotidians i la presència de la tecnologia. Va estar casat amb Françoise Héritier.

## El no-lloc
«No-lloc» és, segons la definició de Marc Augé, un espai intercanviable on l'ésser humà roman anònim. Poden considerar-se no-llocs els mitjans de transport, grans cadenes hoteleres, supermercats, àrees de descans però, també, de camps de refugiats. La persona no hi viu i no s'apropia d'aquests espais, amb els quals hi ha més aviat una relació de consum.
El no-lloc s'oposa a la noció de «lloc antropològic». El lloc ofereix a cadascun un espai que incorpora a la seva identitat, en el qual pot trobar altres persones amb les que comparteix referències socials. El lloc, segons l'enfocament de la modernitat, integra l'antic i el modern.
Els no-llocs no són espais de trobada i no construeixen referències comunes a un grup, i estan produïts per la «hipermodernitat», un altre concepte desenvolupat per Augé. Finalment, un no-lloc és un lloc en què es no viu, en el qual l'individu habita d'una manera anònima i solitària.
El 2012, vint anys després d'Augé, un investigador italià de la Universitat de Bèrgam, Marc Lazzari, va desenvolupar una enquesta sobre una mostra de persones adolescents que denota que el centre comercial és un lloc on els adolescents no es troben per casualitat, ni amb el sol objectiu de comprar alguna cosa, sinó també per socialitzar, fer amics i divertir-se, i encara que són considerats pejorativament pels adults com no-llocs, semblen estar nativament lligats a la identitat de la generació dels nadius digitals.

## Publicacions
- Le Rivage alladian, Paris, ORSTOM, 1969
- Théorie des pouvoirs et idéologie, Paris, Hermann, 1975, premi Dodo de l'Acadèmia Francesa
- Pouvoirs de vie, pouvoirs de mort, Paris, Flammarion, 1977
- Symbole, fonction, histoire, Paris, Hachette, 1979
- Génie du paganisme, Paris, Gallimard, 1982 ; rééd. « Folio Essais », Paris, Gallimard, 2008
- La Traversée du Luxembourg, Paris, Hachette, 1985
- Un ethnologue dans le métro, Paris, Le Seuil, 1986
- Non-Lieux, introduction à une anthropologie de la surmodernité, Paris, Le Seuil, 1992
- Domaines et châteaux, Paris, Le Seuil, coll. « La Librairie du XXIe siècle », 1992
- Le Sens des autres, Paris, Fayard, 1994
- Pour une anthropologie des mondes contemporains, Paris, Aubier, 1994
- Paris, années trente, Paris, Hazan, 1996
- La Guerre des rêves. Exercices d'ethno-fiction, Paris, Le Seuil, 1997
- L'Impossible voyage. Le tourisme et ses images, Paris, Payot & Rivages, 1997
- Fictions fin de siècle, Paris, Fayard, 2000
- Les Formes de l’oubli, Paris, Payot & Rivages, 2001
- Journal de guerre, Paris, Galilée, 2003
- Le Temps en ruines, Paris, Galilée, 2003
- Pour quoi vivons-nous ?, Paris, Fayard, 2003
- Le Métier d'anthropologue. Sens et liberté, Paris, Galilée, 2006
- Casablanca, Paris, Le Seuil, 2007
- Éloge de la bicyclette, Paris, Payot & Rivages, 2008
- Où est passé l'avenir, Paris, Panama, 2008 ; rééd. Paris, Le Seuil, 2011
- Le Métro revisité, Paris, Le Seuil, 2008
- Pour une anthropologie de la mobilité, Paris, Payot & Rivages, 2009
- Carnet de route et de déroutes, Paris, Galilée, 2010
- La Communauté illusoire, Paris, Payot & Rivages, 2010
- Journal d'un SDF, Paris, Le Seuil, 2011
- La Vie en double. Voyage, ethnologie, écriture, Paris, Payot & Rivages, 2011
- L'Anthropologue et le monde global, Paris, Armand Colin, 2013
- Les Nouvelles Peurs, Paris, Payot & Rivages, 2013
- Une ethnologie de soi : le temps sans âge, Paris, Le Seuil, 2014
- Éloge du bistrot parisien, Paris, Payot & Rivages, 2015
- , Paris, Odile Jacob, 2016, 71 p. (ISBN 978-2-7381-3389-2)
- (trad. de l'italien), Paris, Albin Michel, 2017, 132 p. (ISBN 978-2-226-39388-3)
- , Paris, Odile Jacob, 2017, 320 p. (ISBN 978-2-7381-3959-7)

### Narrativa
- La Mère d'Arthur, Paris, Fayard, 2005
- Quelqu'un cherche à vous retrouver, Paris, Le Seuil, 2009
- Rêves du jour et de la nuit, Paris, éditions des Busclats, 2016